# پریپسلبن
پریپسلبن (به آلمانی: Pripsleben) یک شهر در آلمان است که در مکلنبورگیشه زنپلاته واقع شده‌است. پریپسلبن ۲۸۸ نفر جمعیت دارد.